# Красногвардейский район (Санкт-Петербург)
Красногварде́йский райо́н — административно-территориальная единица Санкт-Петербурга. Ранее Калининский район назывался Красногвардейским с 1936 года по 1947 год. Современный Красногвардейский район выделен из вновь застраиваемой восточной части Калининского района в 1973 году.
Красногвардейский район расположен на северо-востоке Санкт-Петербурга и охватывает местности на правобережье Невы: восточную часть Полюстрова, Большую Охту, Малую Охту, Пороховые, Ржевку и Жерновку. Район образован в 1973 году. По уровню жизни занимает седьмое место из 18 районов города.

## Границы района
Граничит с районами:
- Калининским — по оси реки Невы до Пискарёвского проспекта, далее по его оси, по западной стороне полосы отвода железной дороги Санкт-Петербург — Приозерск до пересечения с осью Центральной улицы;
- Невским — по южной и юго-восточной стороне полосы отвода железной дороги Дача Долгорукова — Заневский Пост до западной стороны Октябрьской набережной, далее на северо-запад по оси Финляндского моста и по нему до оси реки Невы, далее по оси реки Невы до границы с Центральным районом;
- Центральным — по оси реки Невы;
- Всеволожским районом Ленинградской области.

## История
История заселения территории, на которой располагается современный район, начинается с XII—XIII веков, когда берега Невы были ареной постоянных военных столкновений между шведами, завоёвывавшими финские земли, и новгородцами, которые стремились удержать контроль над важнейшей частью старинного торгового пути «из варяг в греки». Первая шведская крепость, основанная в 1300 году в устье Охты, называлась Ландскрона (Венец земли). Но уже на следующий год её захватили и сожгли русские дружины под предводительством новгородского князя Андрея, сына Александра Невского. В XVII веке на её месте появилась шведская крепость Ниеншанц, которая являлась укреплением города Ниен.
С петровских времён появляются охтинские поселения. Берега Невы и Большой Охты ещё с первой половины XVIII века являются промышленной зоной. Промышленность начала формироваться в направлении строительства пороховых заводов и развития сопутствующих производств (к примеру, строились кирпичные заводы). Благоустройство района началось в 1920—1930 годах, когда деревянные постройки, преобладавшие здесь, сменялись современными каменными домами. Во всех микрорайонах создавался полный комплекс культурно-бытовых учреждений.
К началу XXI века территории района существенно различались по функциональному назначению. В настоящее время практически вся береговая линия реки Охты занята промышленными объектами. Микрорайоны жилой застройки — Охта, Ржевка, Полюстрово — находятся в стороне от промышленной зоны.
Южную часть района на левом берегу реки Большой Охты занимает Малая Охта. Главная её улица — Заневский проспект.
К северу от реки Большой Охты, между окружной железной дорогой и шоссе Революции, находится Большая Охта. Застройка части территории Большой Охты велась в 1940—1950 годах, Свердловская набережная, Красногвардейская площадь и проспект Металлистов застраивались в 1960—1970 годах, а проспект Энергетиков — в 1970—1980 годах.
Часть Красногвардейского района, к северу от шоссе Революции, относящаяся в основном, к восточной части Полюстрова, застраивалась с середины 1950 годов и до конца 1970 годов.
Восточную часть Красногвардейского района между шоссе Революции и улицей Красина на севере и Ладожским проспектом на юге, занимают местности — Пороховые, Ржевка и Жерновка. Это район новостроек, в основном, конца 1970—1990 годов.

### Исторические места
- Охтинский мыс на Охте
- Охтинский пороховой завод в Пороховых
- Ржевская слобода
- Ильинская слобода
- Охтинский вокзал
- Ириновская железная дорога
- Ржевский коридор — мемориальная трасса времён Великой Отечественной войны; в том числе, два памятных знака «Ржевский коридор», примерно напротив домов № 70 и 102.
- Рябовское шоссе — начало Дороги Жизни

## Население
| 1939     | 2002     | 2009     | 2010     | 2012     | 2013     | 2014     | 2015     | 2016     |
| -------- | -------- | -------- | -------- | -------- | -------- | -------- | -------- | -------- |
| 198 658  | ↗336 342 | ↘324 346 | ↗337 091 | ↗340 926 | ↗345 261 | ↗346 003 | ↗347 545 | ↗348 202 |
| 2017     | 2018     | 2019     | 2020     | 2021     | 2023     | 2025     |          |          |
| ↗351 575 | ↗357 906 | ↘357 498 | ↘356 628 | ↗369 347 | ↘366 971 | ↗368 354 |          |          |

Национальный состав
По итогам переписи населения 2020 года проживали следующие национальности (национальности менее 0,1 % и другое см. в сноске к строке «Другие»):
| Национальность | Численность, чел. | Доля     |
| -------------- | ----------------- | -------- |
| Русские        | 313 423           | 84,86 %  |
| Татары         | 1848              | 0,50 %   |
| Украинцы       | 1476              | 0,40 %   |
| Армяне         | 1426              | 0,39 %   |
| Азербайджанцы  | 1374              | 0,37 %   |
| Узбеки         | 1122              | 0,30 %   |
| Таджики        | 901               | 0,24 %   |
| Белорусы       | 791               | 0,21 %   |
| Евреи          | 669               | 0,18 %   |
| Лезгины        | 429               | 0,12 %   |
| Грузины        | 375               | 0,10 %   |
| Другие         | 45 513            | 12,33 %  |
| Итого          | 369 347           | 100,00 % |

## Внутригородские муниципальные образования
В границах Красногвардейского района Санкт-Петербурга располагаются 5 внутригородских муниципальных образований со статусом муниципальных округов:
| № | Флаг | Герб | Статус ВМО | Название ВМО | Дата присвоения | Бывшее № название | Площадь, км² | Население, чел. (2025 г.) |
| - | ---- | ---- | ---------- | ------------ | --------------- | ----------------- | ------------ | ------------------------- |
| 1 |      |      | мун. округ | Полюстрово   | 02.06.2000      | МО № 32           | 20,85        | ↗76 707                   |
| 2 |      |      | мун. округ | Большая Охта | 21.07.2008      | МО № 33           | 5,80         | ↗58 176                   |
| 3 |      |      | мун. округ | Малая Охта   | 15.03.2004      | МО № 34           | 5,30         | ↘43 319                   |
| 4 |      |      | мун. округ | Пороховые    | 30.06.2005      | МО № 35           | 7,13         | ↘128 807                  |
| 5 |      |      | мун. округ | Ржевка       | 02.06.2000      | МО № 36           | 17,09        | ↗61 345                   |

## Транспорт

### Метрополитен
Правобережная линия (4), станции метро : 
- Новочеркасская — открыта 30 декабря 1985 года
- Ладожская — открыта 30 декабря 1985 года (c 4 марта 2023-го по 30 января 2024 года была закрыта на капитальный ремонт)

### Вокзал
- Ладожский вокзал (2001—2003 гг.), архитектор Н. И. Явейн

#### Автобусные парки
- Автобусный парк № 6 «Пассажиравтотранс» ул. Стасовой, д.14[26]

#### Трамвайные парки
- Депо ООО «ТКК» «Чижик» (Трамвайный парк № 11) ул. Потапова, д.25[27] — вагон «Чижик» (Stadler В85600М) является самым длинным в мире трёхсекционным трамвайным вагоном[28].

#### Троллейбусные парки
В Красногвардейском районе нет троллейбусных парков.
Красногвардейский район расположен на выезде из города и имеет хорошую систему транспортных магистралей.
Территория района насыщена железнодорожными путями. Большей частью железная дорога служит для грузовых перевозок, но используется и под пассажирский транспорт: в районе две железнодорожные станции — Дача Долгорукова и Ржевка.
Основные транспортные магистрали:
С юга на север:
- Малоохтинский проспект, продолжающий Октябрьскую набережную и переходящий за Большеохтинским мостом в Свердловскую набережную;
- Новочеркасский проспект, продолжающий Дальневосточный проспект и переходящий за Красногвардейской площадью в Среднеохтинский, а затем в проспекты Пискарёвский и Полюстровский;
- Проспект Энергетиков, продолжающий Гранитную улицу;

С запада на восток:
- Заневский проспект, продолжающий за мостом Александра Невского Невский проспект и переходящий в проспект Косыгина;
- Большая Пороховская улица, переходящая в Ириновский проспект, а затем в Рябовское шоссе;
- Шоссе Революции, переходящее в улицу Красина, а затем в Челябинскую улицу.

в) Связь с другими районами города:
Красногвардейский — Центральный — мосты Александра Невского и Большеохтинский, Среднеохтинский пр. Большеохтинский и Якорную ул.
Красногвардейский — Невский — по Новочеркасскому проспекту, Индустриальному проспекту, проспекту Наставников и Октябрьской набережной;
Красногвардейский — Калининский — по проспекту Маршала Блюхера, улице маршала Тухачевского, проспекту Металлистов, Полюстровскому проспекту:
Отдельные участки Красногвардейского района (Рыбацкая, Пороховые, Ржевка) по меркам Петербурга являются труднодоступными, поскольку сильно удалены от ближайших станций метро.
В районе довольно развитая сеть троллейбусных (маршруты № 1, 3, 7, 16, 18, 22, 33, 38 ,43) и трамвайных линий (маршруты № 7, 8, 9, 10, 23, 30, 39, 59, 63, 64, 65). Трамваи 8, 59, 63, 64 относятся к первой в России системе частного трамвая «Чижик».

## Дорожные сооружения
- Охтинская плотина (1864—1868 годы) — мост через Охту у Охтинского водохранилища
- Большеохтинский мост (1909—1911 гг.) — мост через Неву
- Большой Ильинский мост (1912) — мост через Охту
- Финляндский железнодорожный мост (1910—1913 гг.) — мост через Неву
- Большой Яблоновский мост (1957) — мост через реку Оккервиль
- Комаровский мост (1960) — мост через Охту
- Мост Александра Невского (1960—1965 гг.) — мост через Неву
- Мост Шаумяна (1966—1968 гг.) — мост через Охту
- Заневский мост (1974—1975 гг.) — мост через реку Оккервиль
- Мост Энергетиков (1978) — мост через Охту
- Индустриальный мост (1976—1978 гг.) — мост через Охту
- Ириновский мост (1982—1983 гг.) — мост через Охту
- Малоохтинский мост (1982—1984 гг.) — мост через Охту
- Яблоновский мост (1989) — мост через реку Оккервиль
- Армашевский мост (1991) — мост через Охту
- Челябинский мост (1991—1994) — мост через Охту
- Уткин мост (1994) — мост через реку Оккервиль
- Беляевский мост (2004—2006) — мост через Охту
- Гранитный мост (2018—2019) — мост через реку Оккервиль
- Красный Судостроитель (мост) (2020) — мост через Охту
- Мосты через реку Лубья

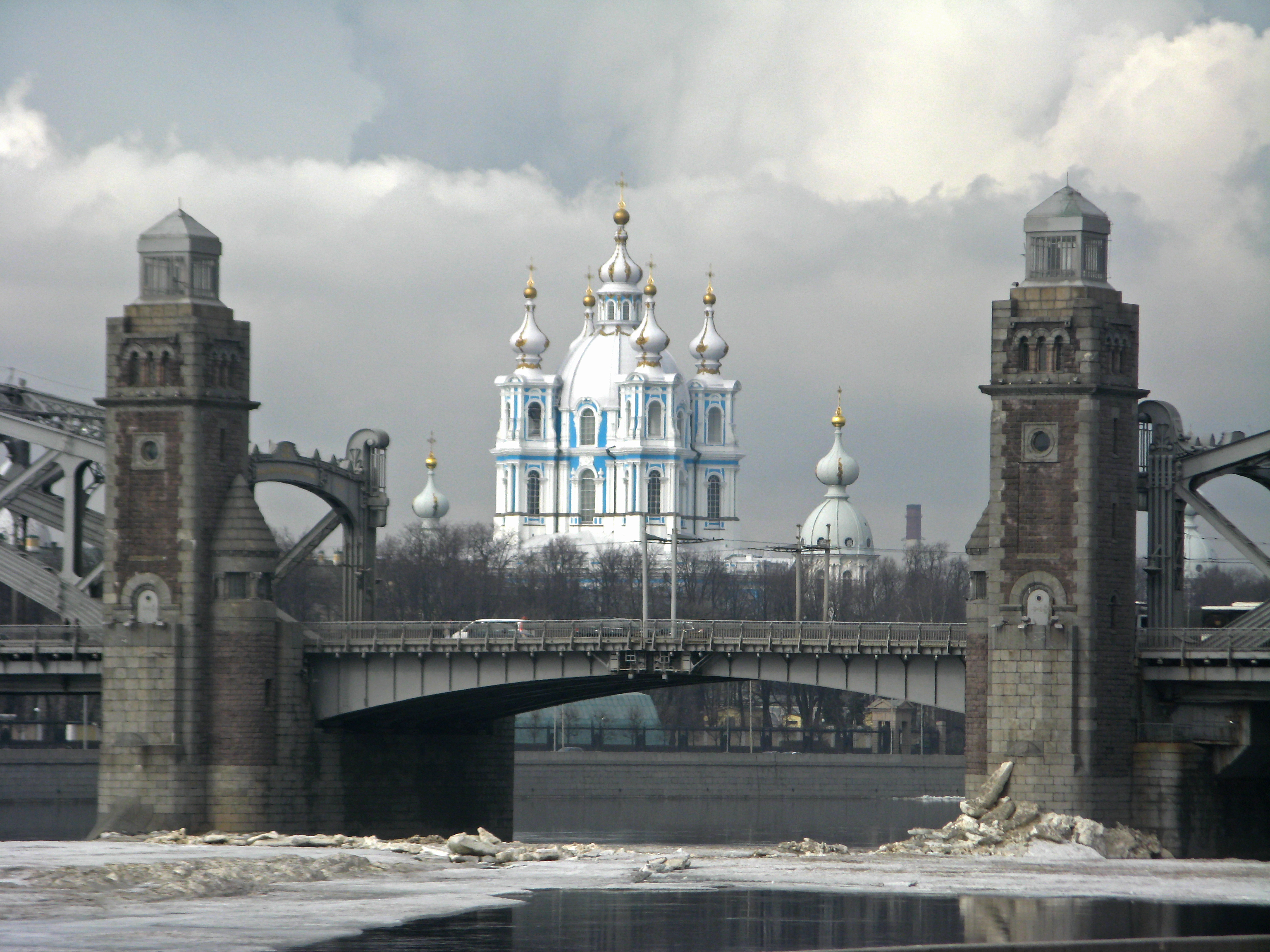
Вид на Большеохтинский мост и Смольный собор
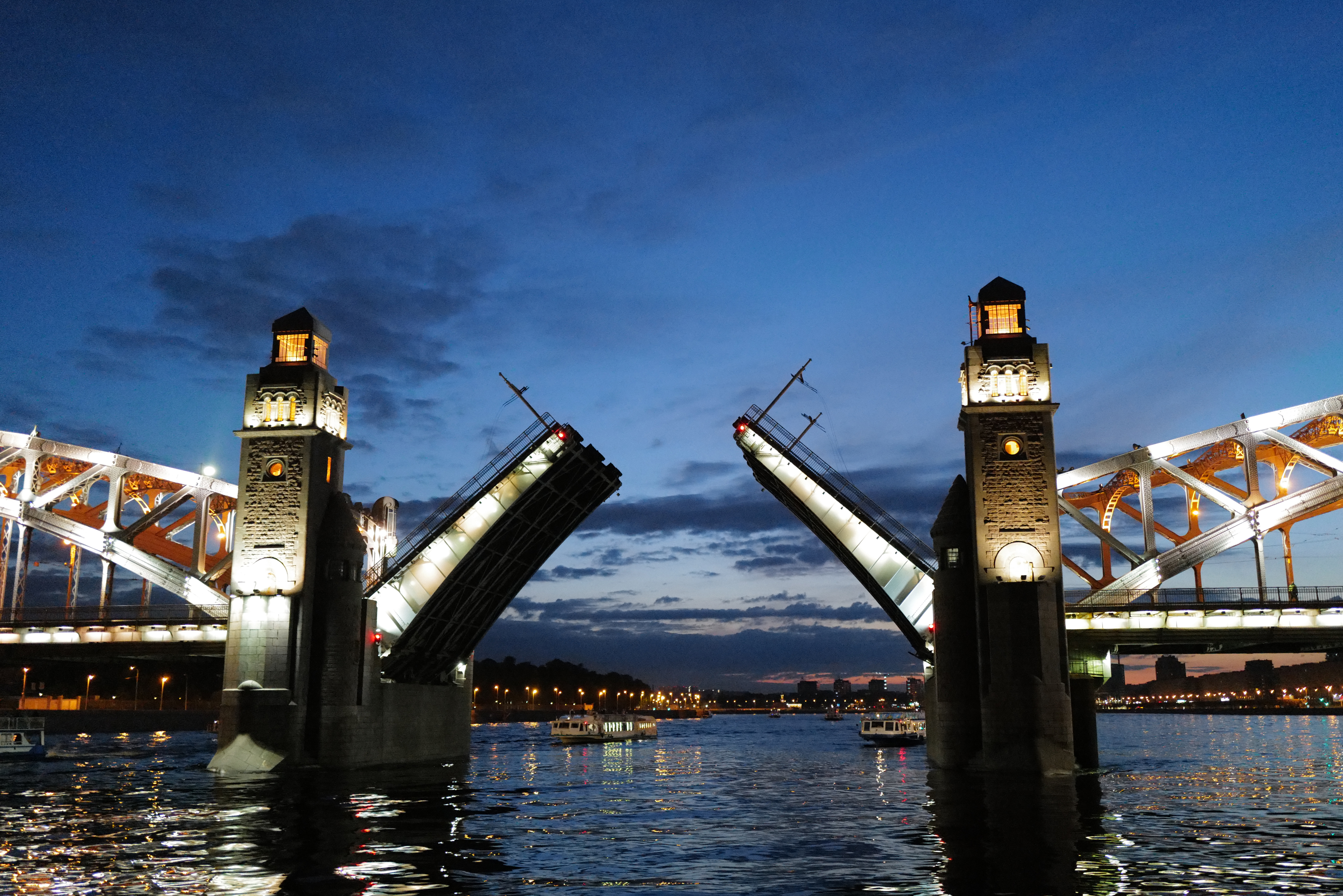
Большеохтинский мост ночью
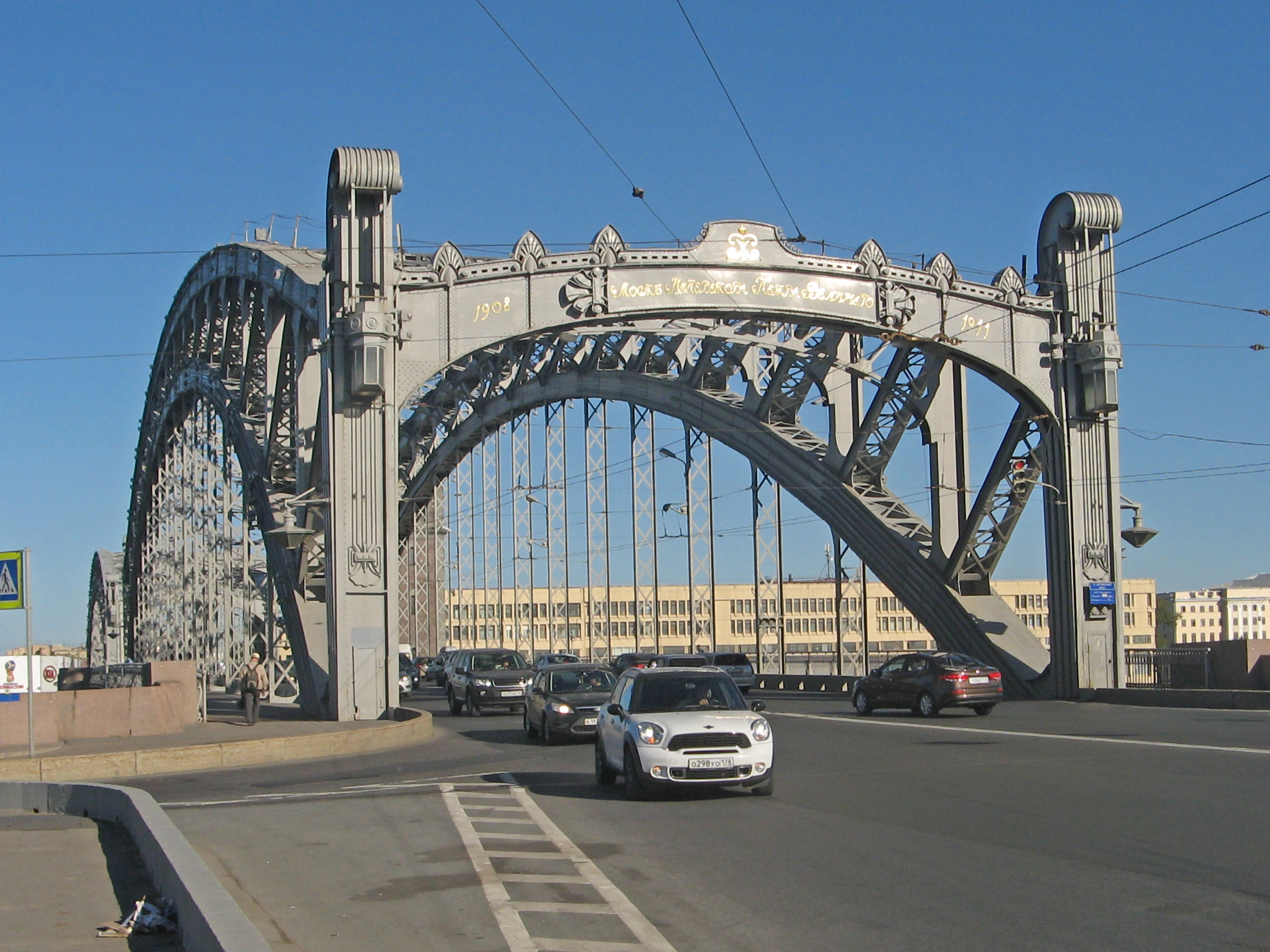
Мост императора Петра Великого

## Промышленность
Красногвардейский район — промышленный. На его территории находится около 50 крупных промышленных предприятий. Одна из промышленных зон «Дача Долгорукова» находится недалеко от Ладожского вокзала.
Для обеспечения района работает большое количество торговых центров, представлены практически все торговые сети, кроме этого много лет работал Хасанский рынок, который по состоянию на 2011 год закрыт на реконструкцию. В 2012 году рынок снова открыли с уже построенными торговыми площадями.
Компания «Сканска Санкт-Петербург Девелопмент» развивает проект создания технопарка (250 000 м² производственных площадей). Парк создается в районе Ржевки, на территории 64 гектаров. Собственно технологический парк, которому отводится 8 гектаров территории, выделен в отдельную зону: здесь планируется разместить предприятия высоких технологий, офисы, лаборатории и т. п.
В районе в 2001 году вступили в действие сразу несколько производственных площадок предприятий «Конфлекс», «Невский трест», «Клекнер-Пентапласт», «Новая Эра». Было начато строительство завода «Петробетон», запланировано сооружение новых производственных площадей «Лиссант». Также в этом районе задумано сооружение мясоперерабатывающего комбината концерна «Пять звёзд» с проектной мощностью 50 тонн мясопродуктов ежесуточно.
По состоянию на 2025 год в районе строится фармацевтическое предприятие в промышленной зоне «Ржевка». Также в Красногвардейском районе возводится завод по производству климатических камер.

## Достопримечательности
На Охтинском мысу:
стоянка древнего человека (около 4070 года до н. э.)
- Городище, принадлежавшее или Новгородской республике, или подконтрольному ей народу ижора
- Археологический памятник на месте крепости Ландскрона
- Археологический памятник на месте крепости Ниеншанц и города Ниен (взятых Петром I при Осаде Ниеншанца в 1703 году). Данному поселению и его истории посвящён Музей.

Первоначально в городе были две лютеранские кирхи — для шведской и финской (ингерманландской) общин, православное же население окормлялось в селе Спасском, располагавшимся в районе современного Смольного монастыря и населённом русскими и ижорцами. Любопытно, что шведский и финский приходы Ниена были разделены и географически — они располагались на разных берегах Чёрного ручья. Позднее, в 1640-х гг. (или же уже после русско-шведской войны 1656 года), была, возможно, построена церковь для немецкой общины.
Знаменитые люди из Ниена:
- Урбан Йерне, шведский химик и медик
- Томас Йерне, шведский историк и драматург

На месте Охтинского мыса в период с 2006 по 2011 год компания Газпром собиралась построить Охта-центр. Строительство пришлось перенести в Лахту (Лахта-центр) под давлением градозащитников и ЮНЕСКО.
- Памятный знак «Крепость Ниеншанц» (Малоохтинский пр., 2) — открыт 15 июня 2000 года с использованием шести чугунных пушек, обнаруженных на территории крепости Ниеншанц[31][32].
- Дача Жерновка (1780—1790 гг.), Ириновский проспект, 9
- Усадьба Уткина дача (1790—1830 гг.), Уткин проспект, дом 2
- Александровские ворота (1805—1806 гг.), архитектор Фёдор Демерцов
- Комплекс зданий Больницы Петра Великого (Мечниковской) (1907—1914 гг., архитектор П. Ю. Сюзор)
- Пожарная каланча Охтинской пожарной части на Большеохтинском пр., д.3 — 1898 год, архитектор О. Л. Игнатович. Сейчас здесь несёт дежурство 16 отряд Федеральной противопожарной службы.
- Триумфальные пилоны (1952 год), скульптор А. Е. Громов

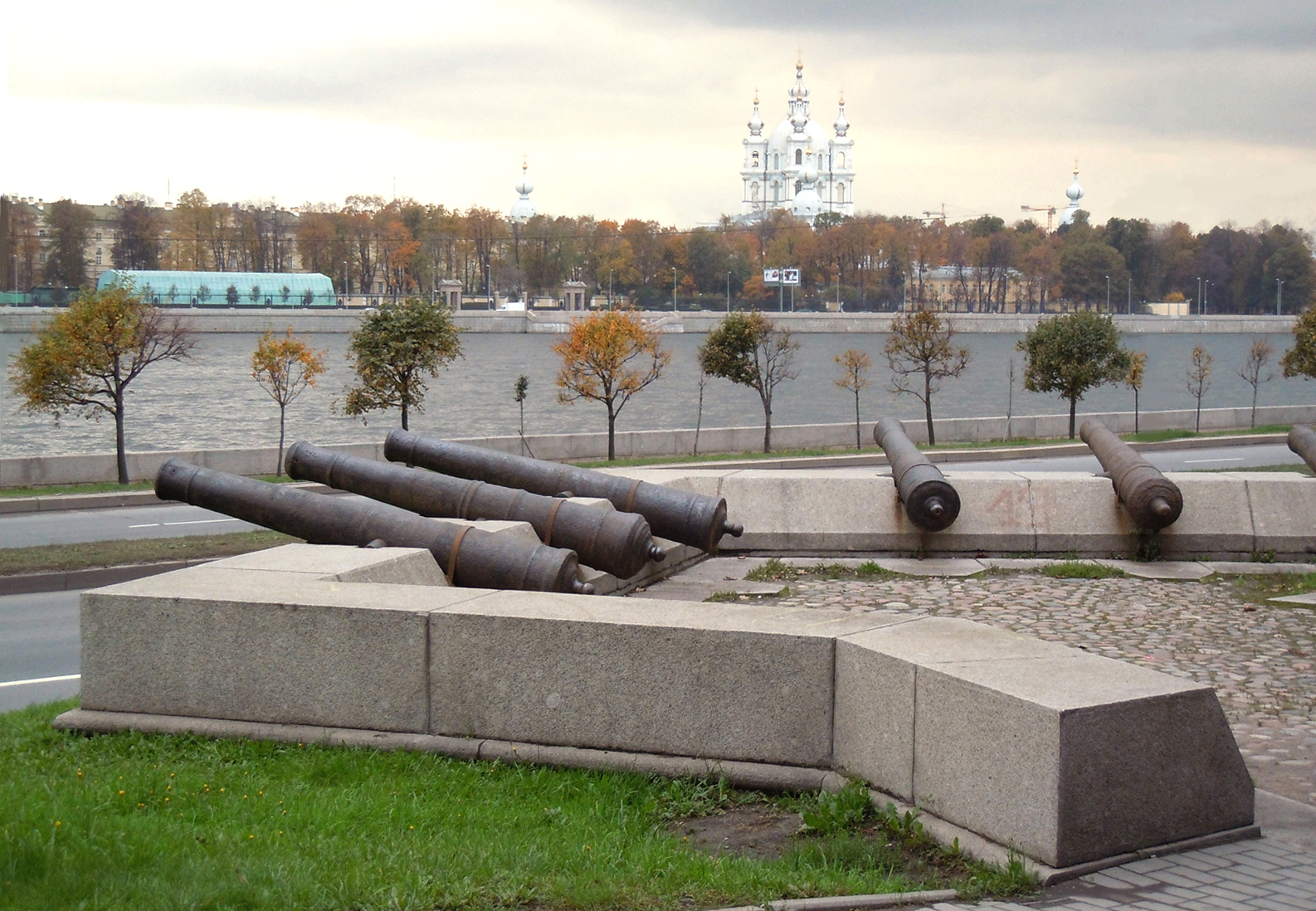
Мемориал «крепость Ниеншанц»
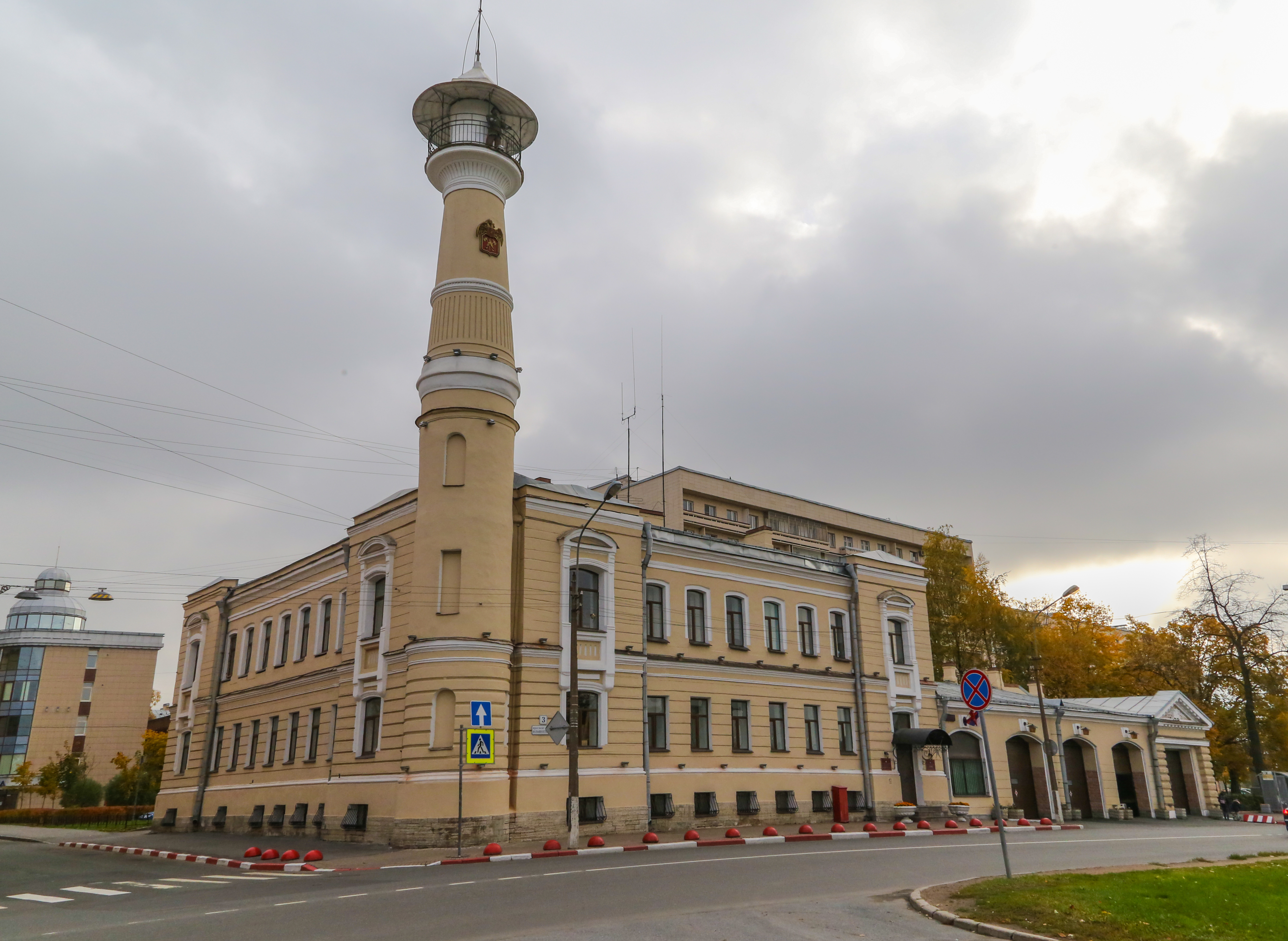
Пожарная каланча на Большеохтинском проспекте
Памятник Константину Гроту

#### Памятники и скульптуры
- Памятник К. К. Гроту — 1906 год, скульптор М. М. Антокольский; архитектор В. П. Цейдлер.
- Памятный знак в честь основания Охтинского порохового завода (шоссе Революции, 120) — 1965 год, скульптор И. А. Сурский, архитекторы Г. М. Козелл и В. Л. Чулкевич[33].
- Скульптура «Охтенка» в парке «Нева» — установлена 6 июня 2003 года[34].
- Памятник Петру I (Большеохтинский пр. 1) — памятник-бюст «Петру I благодарные охтяне» был установлен 25 сентября 1911 года, скульптор Илья Гинцбург. Снесён в 1919 году и восстановлен 24 мая 2003 года к 300-летию Санкт-Петербурга (скульптор В. И. Винниченко; архитекторы А. И. Пивторак и Е. Ю. Горобцовым.)[35]
- Памятник «Детям Беслана» у храма Успения Пресвятой Богородицы (Малоохтинский просп., 52) — открыт 28 августа 2007 года, архитектор В. В. Медников, скульптор В. М. Шувалов[36].
- Памятный знак «Регулировщица» (Рябовское шоссе, д.129) — установлен в 2010 году[37].
- Памятник Алие Молдагуловой (ул. Молдагуловой, д. 5) — открыт 6 мая 2019 года[38].

#### Храмы
- Храм Святого Илии Пророка (арх. Н. А. Львов, 1782—1785). шоссе Революции, д. 75
- Церковь Николая Чудотворца на Большеохтинском кладбище (1812—1814 годы), просп. Металлистов, д. 5
- Церковь Петра и Павла (1912—1914 гг.), Пискаревский проспект, д. 47, корп. 22[39]
- Церковь Успения Пресвятой Богородицы (1997—2001 гг.), Малоохтинский просп., д. 52[40]
- Церковь Благовещения Пресвятой Богородицы (1999—2002 гг.), Пискарёвский проспект, 41. Архитектор В. Е. Залевская[41].
- Церковь Покрова Пресвятой Богородицы (2009—2011 гг.), проспект Косыгина, 7А[42]
- Храм Спиридона Тримифунтского (2013—2015 гг.), Капсюльное шоссе, д. 45[43]
- Церковь Андрея Первозванного (2017 год), Заневский проспект, 65[44]
- Церковь Рождества Христова (2006—2017 гг.), Пискарёвский пр., 41[45]

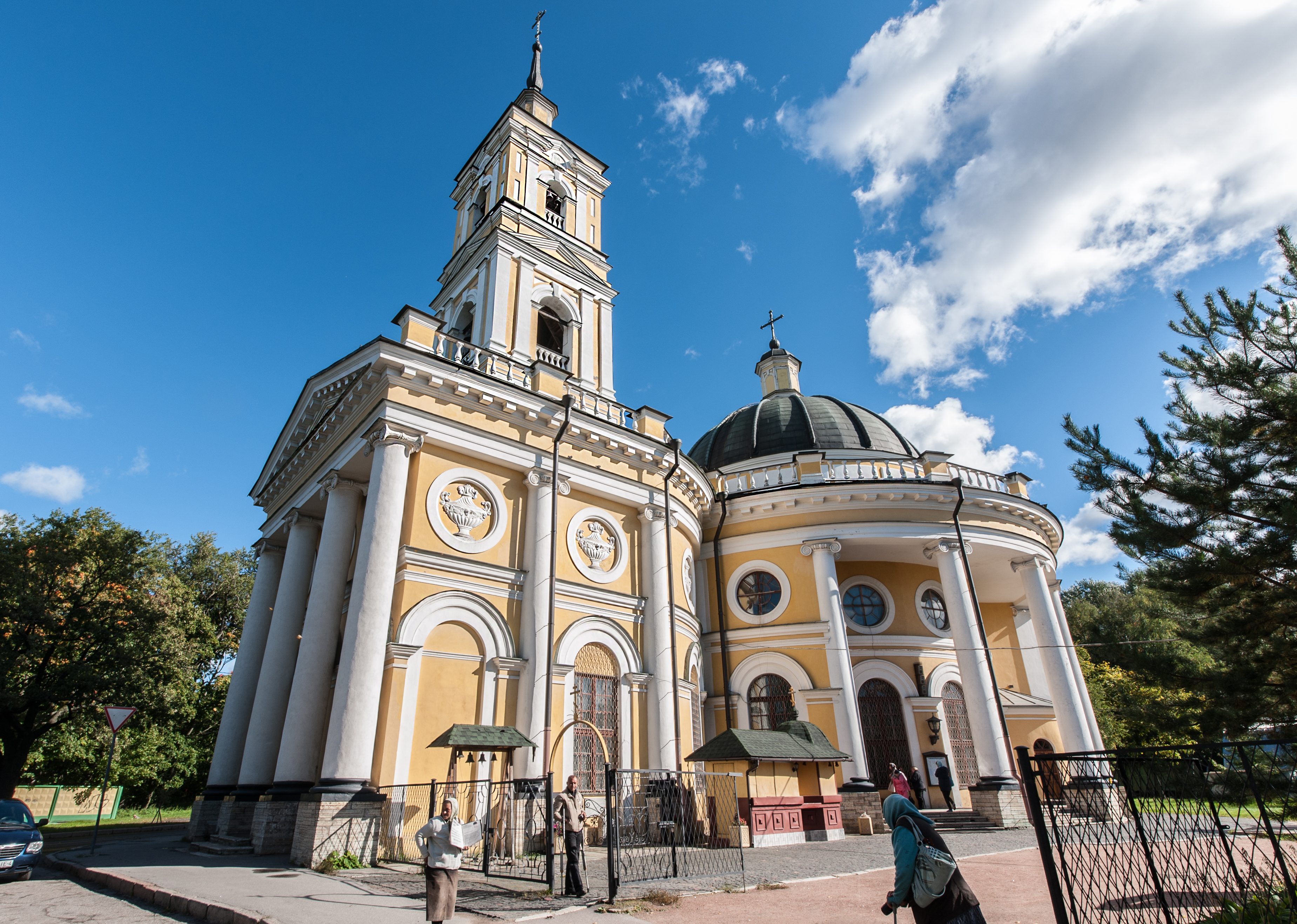
Церковь Святого Илии Пророка
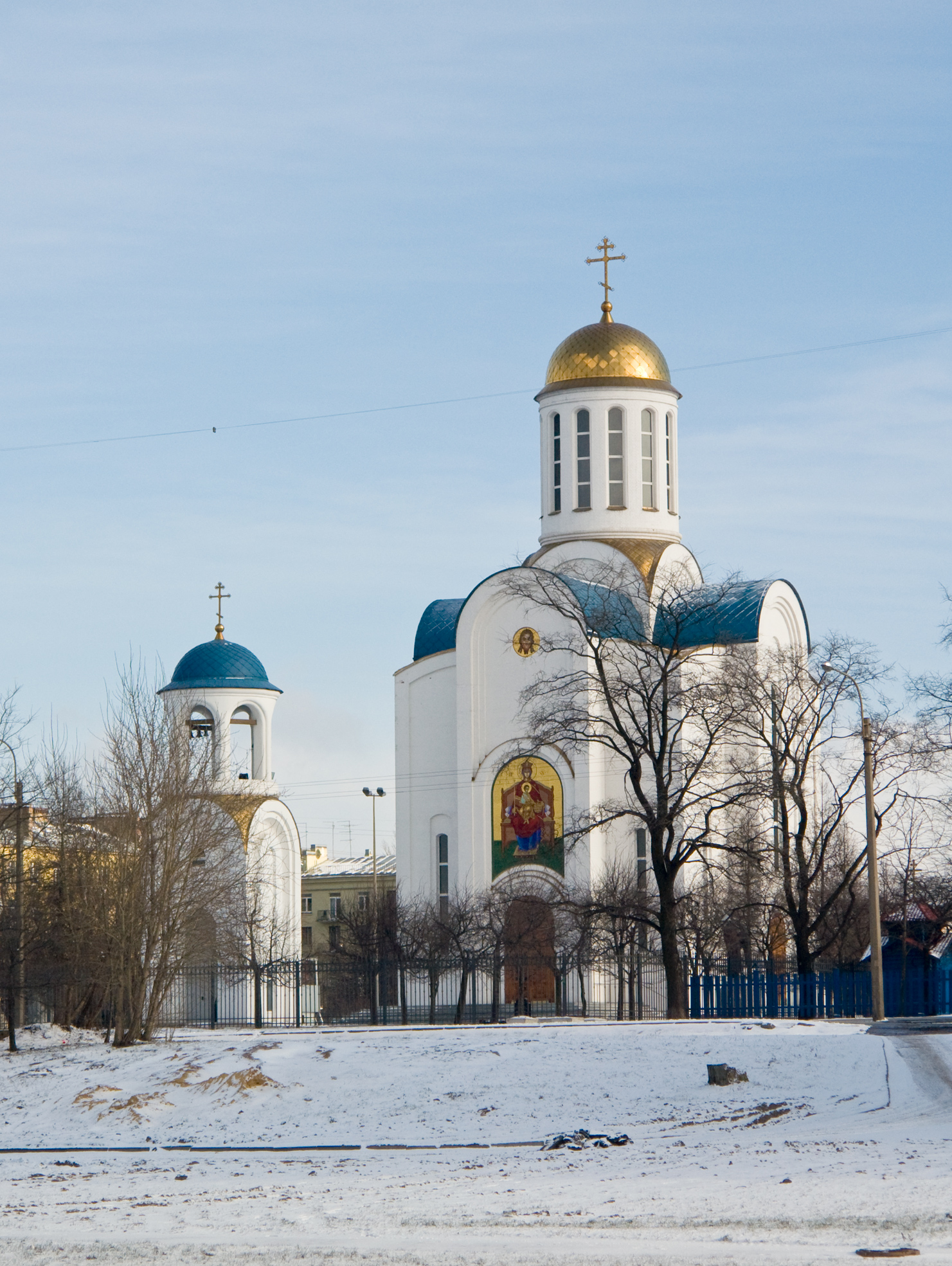
Церковь Успения Пресвятой Богородицы
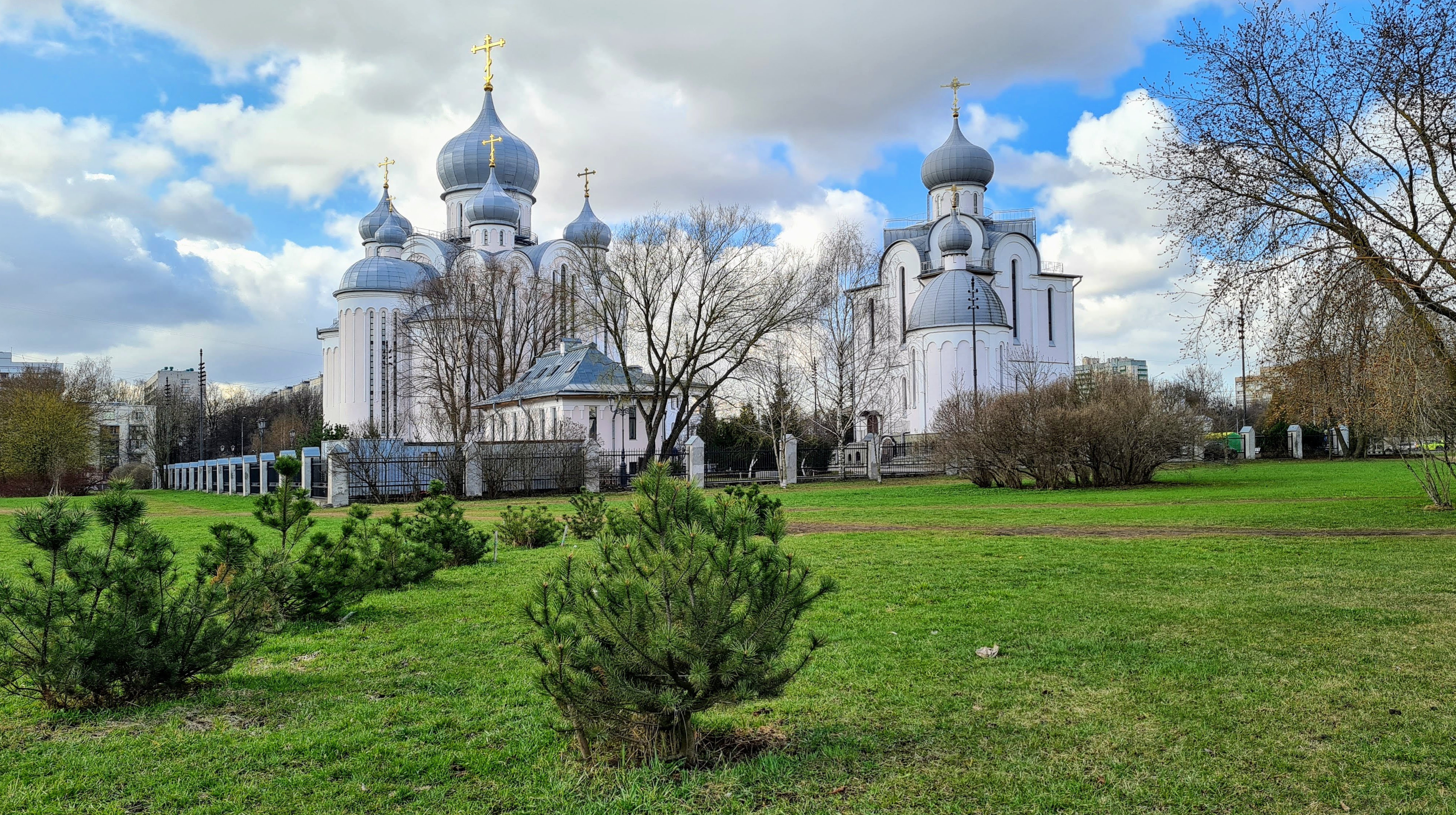
Рождественский и Благовещенский храмы на Пискарёвском пр.
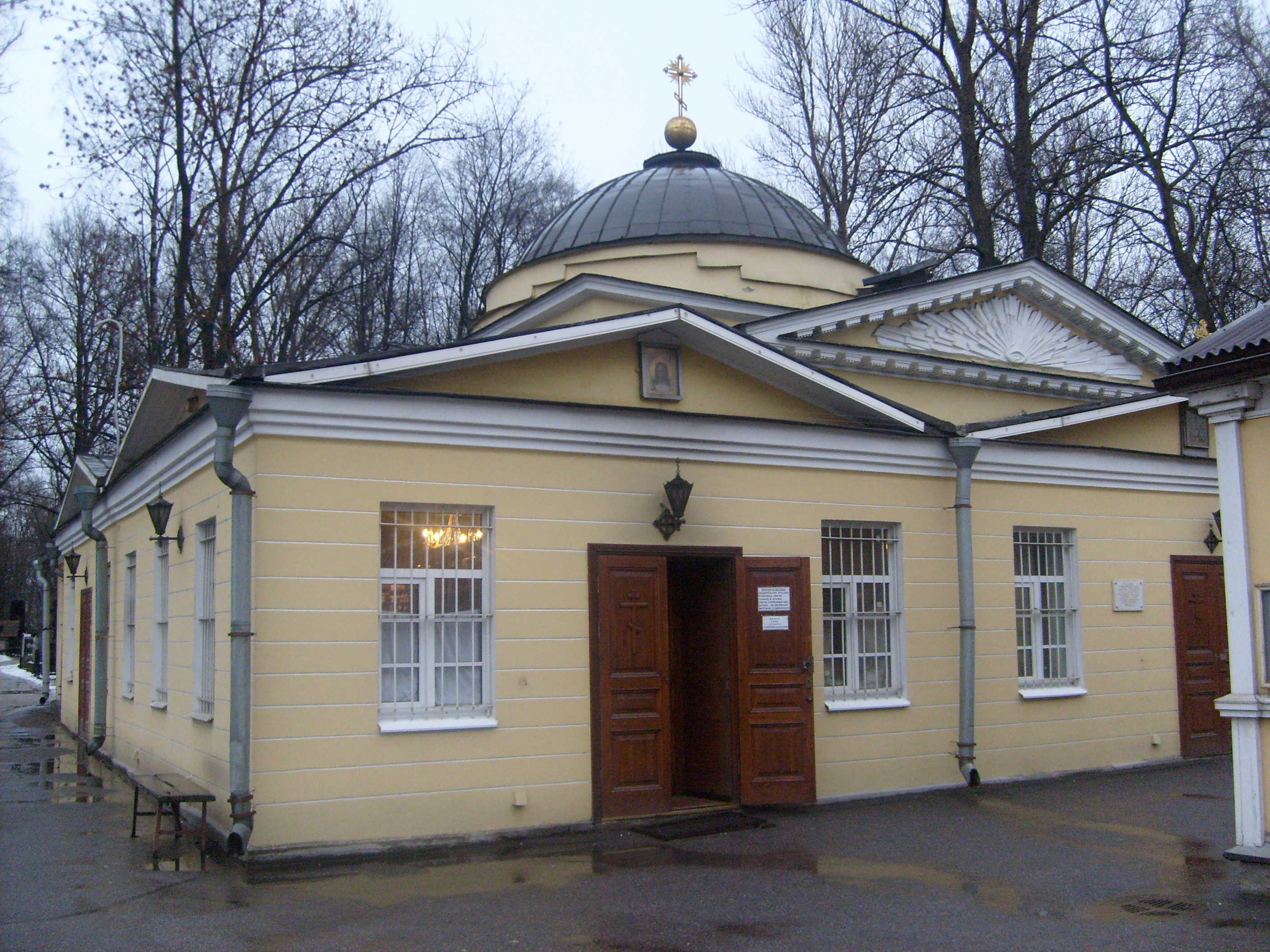
Церковь Николая Чудотворца

#### Сады и парки
- Заневский парк (ул. Громова, 6)
- Ильинский сад (ш. Революции, 102)
- Малоохтинский парк (Республиканская ул.)
- Парк Малиновка (пр. Косыгина, 7А)
- сад Нева (Синявинская ул., 11)
- Полюстровский парк (ул. Маршала Tухачевского, 4)
- Ржевский лесопарк (ул. Коммуны)

#### Кладбища
На Малой Охте за её историю существовало несколько кладбищ. На данный момент известно о по меньшей мере трех кладбищах на территории бывшей крепости Ниеншанц (шведском и двух русских — найдены при раскопках)
- Большеохтинское кладбище — в том числе, и единоверческая его часть
- Малоохтинское кладбище — в том числе, старообрядческое
- Пороховское кладбище
- Санкт-Петербургский крематорий
- Городское Кладбище Животных (ГКЖ), ул. Электропультовцев, д.9, корп.4[46]

## Утрачены
- Церковь Покрова Пресвятой Богородицы на Большой Охте (Большеохтинский проспект, 3.) 1829—1832 годов, снесена в 1932 году[47]
- Церковь Сошествия Святого Духа (Большеохтинский проспект, 3.), 1833—1844 годов, арх. М. М. Лаговский, С. И. Андреев. Утрачена в 1930-х[48]
- Церковь св. Марии Магдалины на Малоохтинском кладбище (напротив дома № 53a по Малоохтинскому пр.). Построена в 1848—1857 по проекту арх. В. Ф. Небольсина, Маевского К. Я.. Закрыта в 1938 году, снесена в 1972 году. Здание было построено на фундаменте деревянной лютеранской церкви св. Девы Марии, построенной у крепости Ниеншанц и снесённой во времена Петра I[49]
- Церковь Св. Георгия Победоносца на Большеохтинском кладбище, 1817—1860 г.г., архитектор К. И. Брандт, К. А. Кузьмин. Утрачена в 1838 г.[50]
- Церковь Александра Невского при Охтинском механико-техническом ремесленном училище (ул. Республиканская, 39), 1872—1878 годов, утрачена в 1924[51]
- Церковь Александра Невского 145-го пехотного Новочеркасского полка (Новочеркасский проспект, 2) — 1896 год, архитектор Э. Э. Дунин-Барковский[52]
- Церковь Казанской иконы Божьей Матери при Доме призрения С. П. Елисеева (Партизанская ул., 1.) — построена в 1881—1885 годах, архитектор К. К. Вергейм, Ф. Л. Миллер. Утрачена в 1929 г.[53]
- Церковь Параскевы Пятницы (ул. Ильинская слобода, 15А) — построена в 1881—1897 годах, снесена в 1936 г.[54]
- Часовня Иосифа Обручника (Конторская ул., 2) — 1904 год, архитектор О. Л. Игнатович. Утрачена в 1930-х[55]
- Церковь Грузинской иконы Божией Матери при подворье Красногорского Богородицкого мужского монастыря (ул. Шепетовская, 5.), 1903—1905 гг., архитектор Н. Н. Никонов. Закрыта в 1934 и снесена в 1950-х годах[56]
- Церковь Св. Василия Великого и Успения Божией Матери с часовней, подворье Коневского Богородице-Рождественского мужского монастыря (угол Среднеохтинского проспекта и ул. Панфилова) — построена в 1902—1908 годах, арх. В. И. Баранкеев, Н. Н. Никонов, Н. Н. Никонов мл. Закрыта в 1929 году, снесена в 1933 году[57]
- Единоверческая церковь Димитрия Солунского на Большеохтинском кладбище (Партизанская улица, 2) 1846—1847 годы, архитектор К. И. Брандт. Закрыта и снесена в 1930-х[58]
- Единоверческая церковь Покрова Пресвятой Богородицы на Большеохтинском кладбище — деревянная церковь 1854—1894 годов, снесена в 1930-х.
- Единоверческая церковь Преподобной Марии на Большеохтинском кладбище, 1895—1898 гг., арх. Н. Н. Никонов, закрыта и снесена в 1930-х.
- Католическая церковь Св. Алексея при Охтинских пороховых заводах

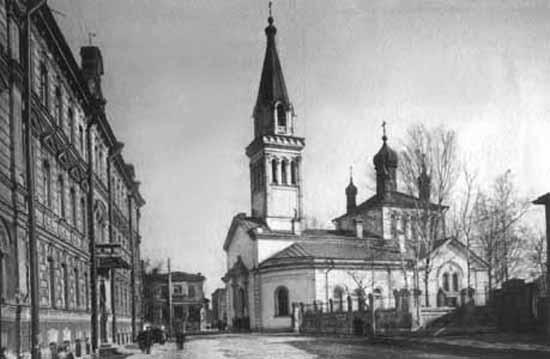
Церковь Марии Магдалины на Малоохтинском кладбище
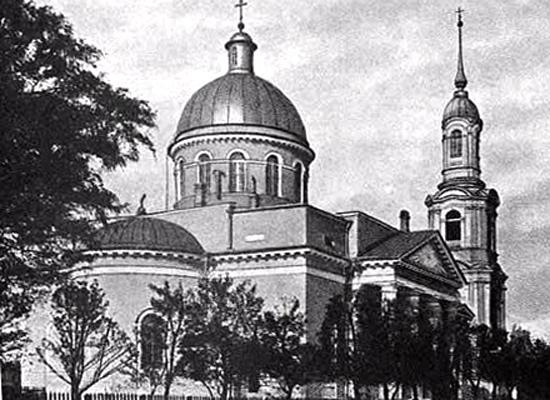
Церковь Сошествия Святого Духа
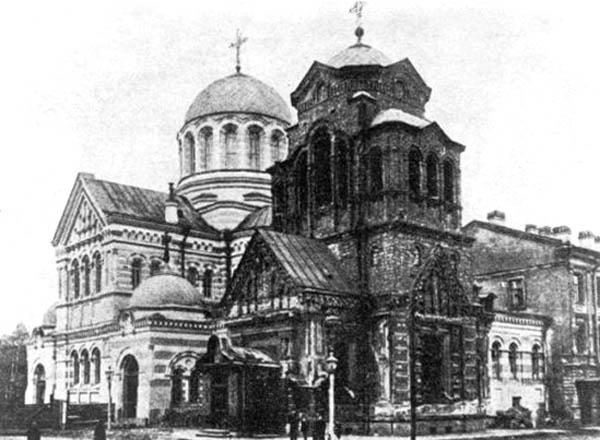
Церковь святого Василия Великого и Успения Божией Матери с часовней (подворье Коневского Богородице-Рождественского монастыря)
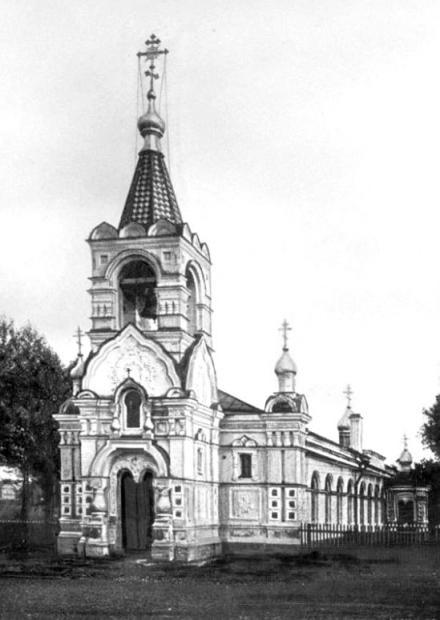
Церковь св. Александра Невского 145-го пехотного Новочеркасского полка
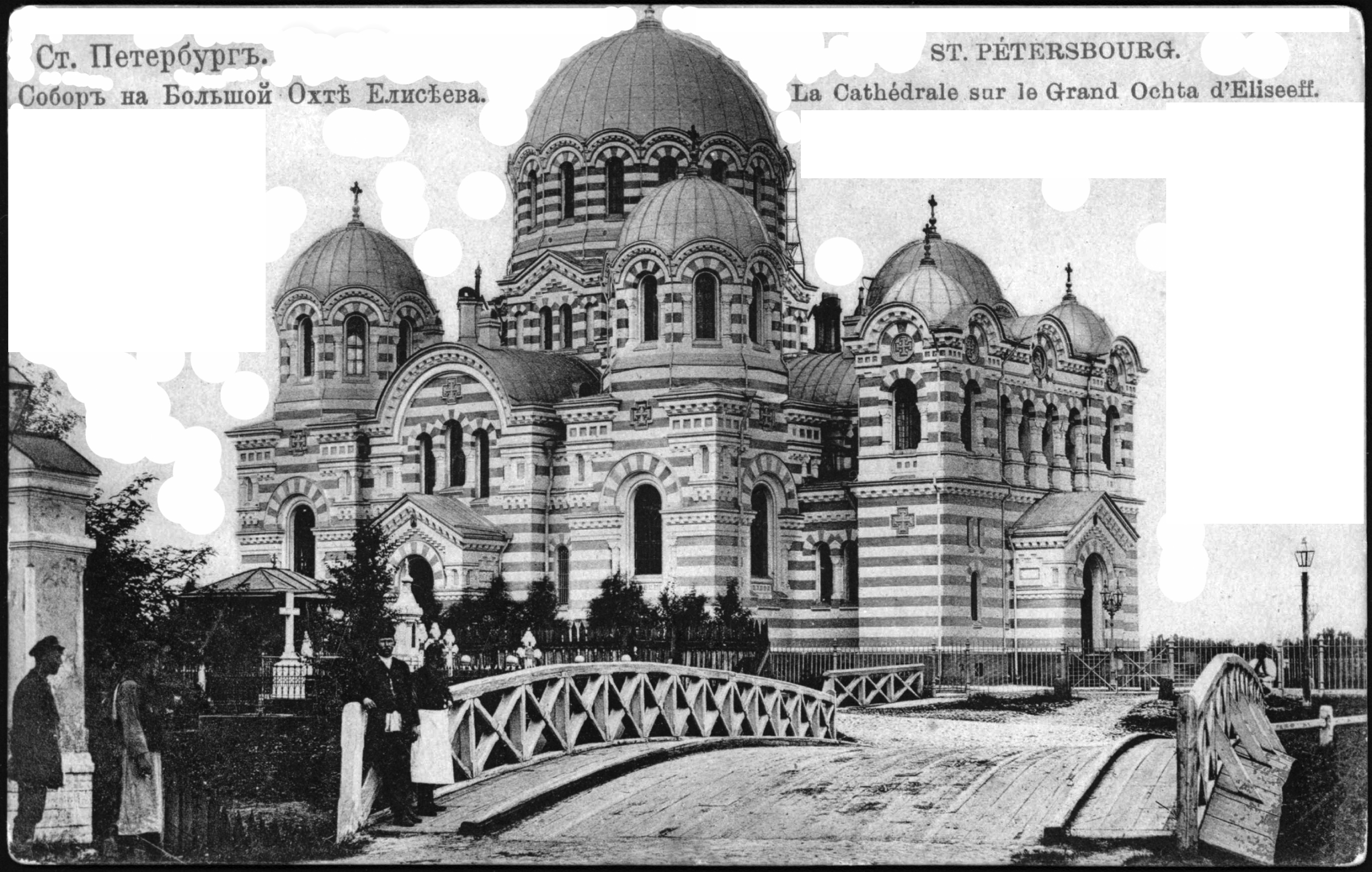
Церковь Казанской иконы Божьей Матери
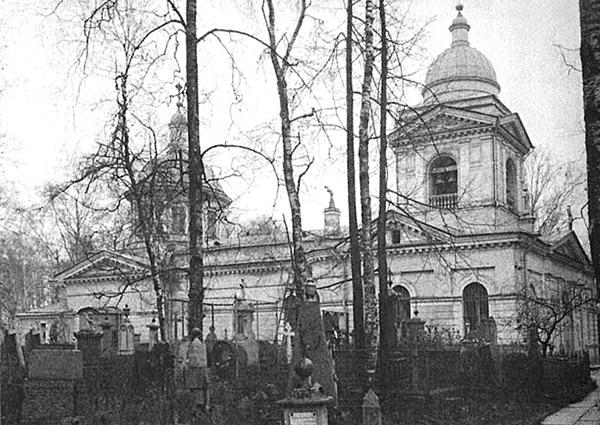
Церковь Святого Георгия Победоносца
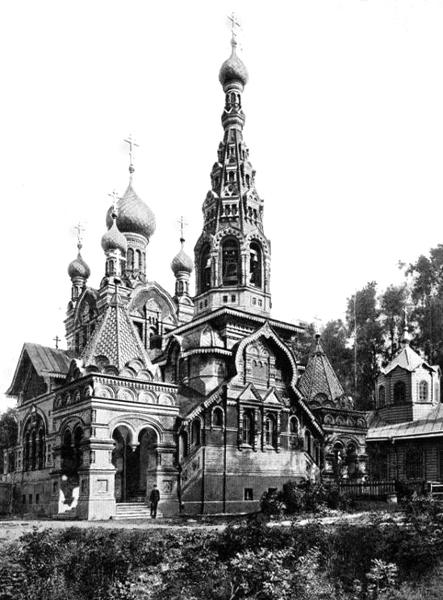
Единоверческая церковь Преподобной Марии
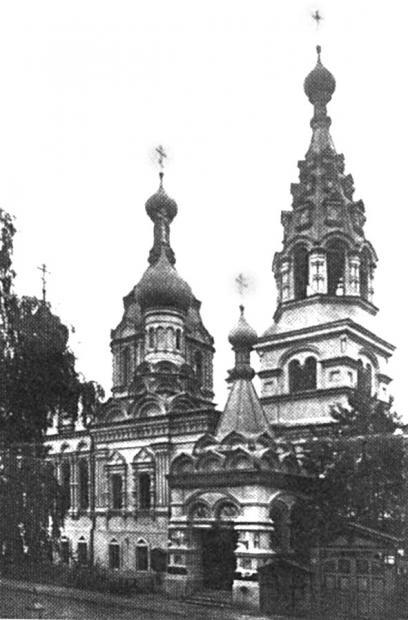
Церковь Грузинской иконы Божией Матери

## Культура, наука и образование
На территории района находятся 41 образовательное учреждение, из них 5 специальных (коррекционных);
- Российский государственный исторический архив

Учреждения культуры:
- Первый в мире и единственный в России Музей стрит-арта (уличного искусства) на действующем Заводе слоистых пластиков
- Санкт-Петербургский музыкально-драматический театр «Буфф»
- Санкт-Петербургское государственное учреждение культуры «Централизованная библиотечная система Красногвардейского района»;
- Государственное образовательное учреждение дополнительного образования детей «Охтинский центр эстетического воспитания»;
- Государственное образовательное учреждение дополнительного образования детей «Детская музыкальная школа № 41»;
- Санкт-Петербургское государственное учреждение Красногвардейский центр культуры;

Спортивные школы:
- Детско-юношеская спортивная школа Красногвардейского района;
- Детско-юношеская спортивная школа № 2 Красногвардейского района;

Учреждения молодёжной политики:
- Подростково-молодёжный центр «Охта»;

Учреждения дополнительного образования детей:
- Государственное бюджетное учреждение дополнительного образования центр детского (юношеского) технического творчества Красногвардейского района Санкт-Петербурга «Охта»
- Дворец детского (юношеского) творчества «На Ленской»
- Детско-юношеский центр «Красногвардеец»

Также в районе работают 4 центра по оказанию социальных услуг населению.
- ГБУ «Комплексный центр социального обслуживания населения Красногвардейского района»;
- ГБУ Центр социальной реабилитации инвалидов и детей-инвалидов Красногвардейского района Санкт-Петербурга;
- ГУ «Центр социальной помощи семье и детям Красногвардейского района Санкт-Петербурга»;
- ГУ Социально-реабилитационный центр для несовершеннолетних «Малоохтинский Дом трудолюбия».